# Wold-Nunatak
Der Wold-Nunatak ist ein Nunatak im westantarktischen Ellsworthland. Im südöstlichen Teil des Hudson-Gebirges ragt er 16 km östlich des Mount Manthe auf.
Der United States Geological Survey kartierte ihn anhand eigener Vermessungen und Luftaufnahmen der United States Navy aus den Jahren von 1960 bis 1966. Das Advisory Committee on Antarctic Names benannte ihn 1968 nach dem Geologen Richard J. Wold, der im Rahmen des United States Antarctic Research Program von 1960 bis 1961 auf der Byrd-Station tätig war.